# Jeremy Goss
Pour les articles homonymes, voir Goss.
Jeremy Goss, né le 11 mai 1965 à Oekolia (Chypre), est un footballeur gallois, qui évoluait au poste de milieu de terrain à Norwich City et en équipe du Pays de Galles.
Goss n'a marqué aucun but lors de ses neuf sélections avec l'équipe du Pays de Galles entre 1991 et 1996.

## Biographie
Il est célèbre pour avoir marqué deux des trois buts de Norwich City contre le Bayern Munich (un au match aller en Allemagne, un au match retour en Angleterre), lors de leur confrontation (en) en seizièmes de finale de la Coupe UEFA 1993-1994, au cours de laquelle Norwich City élimina sur un score cumulé de 3-2 le club bavarois, pourtant largement favori.
Le but qu'il a marqué lors du match aller au Stade olympique de Munich, le 20 octobre 1993, a été élu en 2008 le plus grand but de l'histoire de Norwich City.

## Carrière
- 1983-1996 : Norwich City
- 1996-1997 : Heart of Midlothian
- 1997-1998 : Colchester United
- 1998-1999 : King's Lynn  [1]

## Palmarès

### En équipe nationale
- 9 sélections et 0 but avec l'équipe du Pays de Galles entre 1991 et 1996.

### Avec Norwich City
- Vainqueur du Championnat d'Angleterre de football en 1986.
- Vainqueur de la Coupe de la Ligue en 1985.